# Ames Lake (Washington)
Ames Lake  est une census-designated place américaine de l'État de Washington dans le comté de King. 
La population était de 1 486 habitants en 2010.